# Majtävlingen
Majtävlingen var ett tillförlitlighetslopp för motorcyklar om ett av Svenska Motorcykelklubben (sedermera Svenska Motorklubben) 1914 uppsatt vandringspris, Majpokalen.
Tävlingen, som från 1921 tidvis var internationell, gällde att med minsta möjliga prickbelastning hålla en fastställd idealtid mellan kontrollstationerna. Därvid fick en stipulerad maximihastighet ej överskridas. Den första tävlingen kördes Stockholm–Göteborg (12 timmars obligatoriskt uppehåll)–Stockholm (omkring 1200 km). Åren 1915, 1916 och 1920-1922 var distansen Stockholm–Malmö (12 timmars obligatoriskt uppehåll)–Göteborg (12 timmars obligatoriskt uppehåll)–Stockholm (omkring 1700 km), och sträckan kördes under tre dagar i följd. Från 1925 arrangerades tävlingen av Svenska Motorklubbens olika landsortsavdelningar på andra banor. Från 1933 omfattade den endast en dag- och en nattetapp, vardera på 200–350 km. År 1921 infördes klassindelning för solo- och sidvagnsmaskiner, och 1938 fanns även två klasser för bilar. Den första Majpokalen erövrades för alltid 1920 av Ludvig Ringborg på Husqvarna, vilken var prickfri 1914, 1916 och 1920. År 1925 uppsattes en ny pokal, vilken 1936 för alltid vanns av Sven Torell på Husqvarna genom segrar 1933, 1935 och 1936. År 1947 arrangerades tävlingen av Svenska Motorklubbens östgötaavdelning på en omkring 250 km lång bana, vilken kördes i en dag- och en nattetapp.

## Segrare
- 1931 – Solo: Gustav Hägglund, Harley-Davidson; sidvagn: Hans Torell, Harley-Davidson
- 1932 – Solo: Gunnar Carlsson, Rex; sidvagn: J.A. Denner, Harley-Davidson
- 1933 – Solo: Sven Torell, Husqvarna; sidvagn: Johan Eriksson, Harley-Davidson
- 1934 – Ingen tävling
- 1935 – Solo: Sven Torell, Husqvarna; sidvagn: Bertil Löfgren, Harley-Davidson
- 1936 – Solo: Sven Torell, Husqvarna; sidvagn: Ernst Magnusson, Husqvarna
- 1937 – Ingen tävling
- 1938 – Solo: Carl Hedelin, DKW; sidvagn: Julius von Krohn, Tyskland, Zündapp; bilar, klass A: Hans Torell, DKW, klass B: E. Eidsvik, Norge, Plymouth
- 1939 – Solo: Folke Larsson, Zündapp; sidvagn: E. Nilsson, Zündapp
- 1940–1946 – Inga tävlingar på grund av kriget.
- 1947 – Solo: Sixten Wesslén, Uppsala. BMW; sidvagn Erik Nilsson, Stockholm, Zündapp
- 1948 – Ingen tävling